# Passaporti vaccinali durante la pandemia da COVID-19

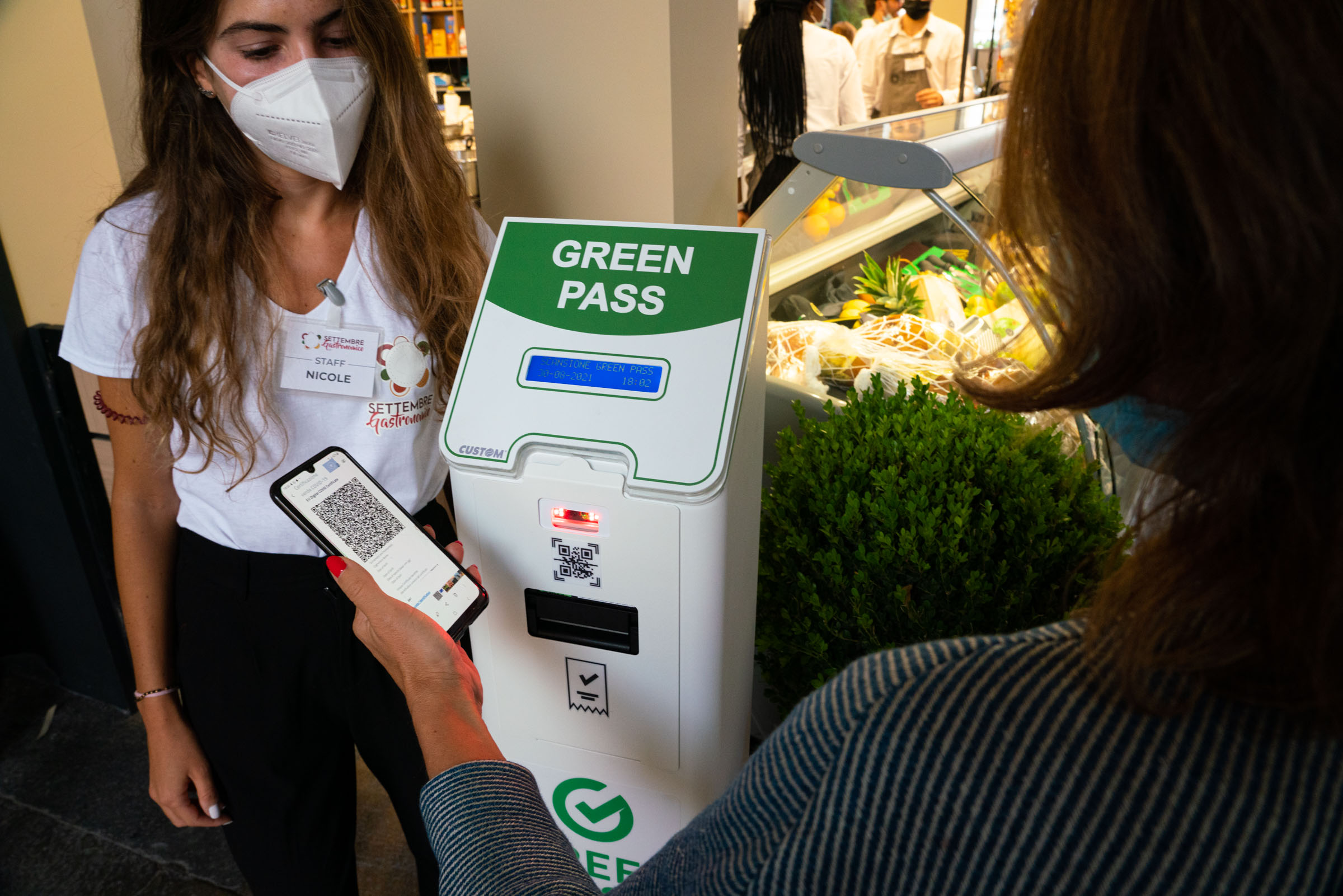
Una certificazione verde COVID-19 in formato digitale sottoposta a scansione prima di entrare in un bistrò a Parma, in Italia.

Un passaporto vaccinale o una prova di vaccinazione è un passaporto di immunità impiegato come credenziale in paesi e giurisdizioni come parte degli sforzi per controllare la pandemia di COVID-19 tramite la vaccinazione. Un passaporto per il vaccino viene in genere rilasciato da un governo o da un'autorità sanitaria e di solito consiste in un documento digitale o stampato. Alcune credenziali possono includere un codice QR scansionabile, che può essere fornito anche tramite applicazione mobile. Può o meno utilizzare una tessera vaccinale COVID-19 come base per l'autenticazione.
L'uso dei passaporti vaccinali si basa sulla presunzione generale che un individuo vaccinato avrebbe meno probabilità di trasmettere il SARS-CoV-2 ad altri e meno probabilità di subire un esito grave (ospedalizzazione o morte) se dovesse essere infetto, quindi rendendo relativamente più sicuro per loro il fatto di radunarsi. Un passaporto vaccinale è in genere coordinato con le politiche applicate dalle singole aziende o con gli ordini di sanità pubblica esecutivi, che richiedono agli utenti di presentare una prova della vaccinazione per COVID-19 come condizione per l'ingresso o il servizio.
L'uso obbligatorio dei passaporti vaccinali si applica in genere a spazi ed eventi pubblici discrezionali (come ristoranti al coperto, bar o eventi di persona su larga scala, come concerti e sport) e non ad attività essenziali, come negozi al dettaglio o servizi sanitari di cura. In Francia, Italia, Irlanda, e Canada, la diffusione del vaccino è aumentata dopo che vari livelli di governo hanno annunciato piani per l'introduzione di passaporti vaccinali. Un'intenzione di alcune giurisdizioni è quella di prevenire future misure di confinamento.
Nonostante le prove che la vaccinazione migliora l'economia e i problemi sociali causati dalla pandemia, i passaporti vaccinali sono controversi e hanno sollevato preoccupazioni scientifiche, etiche e legali. I critici hanno anche sostenuto che i passaporti vaccinali violano le libertà civili. Negli Stati Uniti non esiste un passaporti vaccinale a livello federale e alcuni stati degli Stati Uniti hanno preventivamente vietato i passaporti vaccinali in determinati contesti del settore pubblico e privato, adducendo problemi di discriminazione e privacy. L'Inghilterra ha annullato un programma di passaporto vaccinale pianificato nel settembre 2021 a causa delle preoccupazioni che si sarebbero verificate con le discriminazioni e i danni economici.

## Storia e contesto

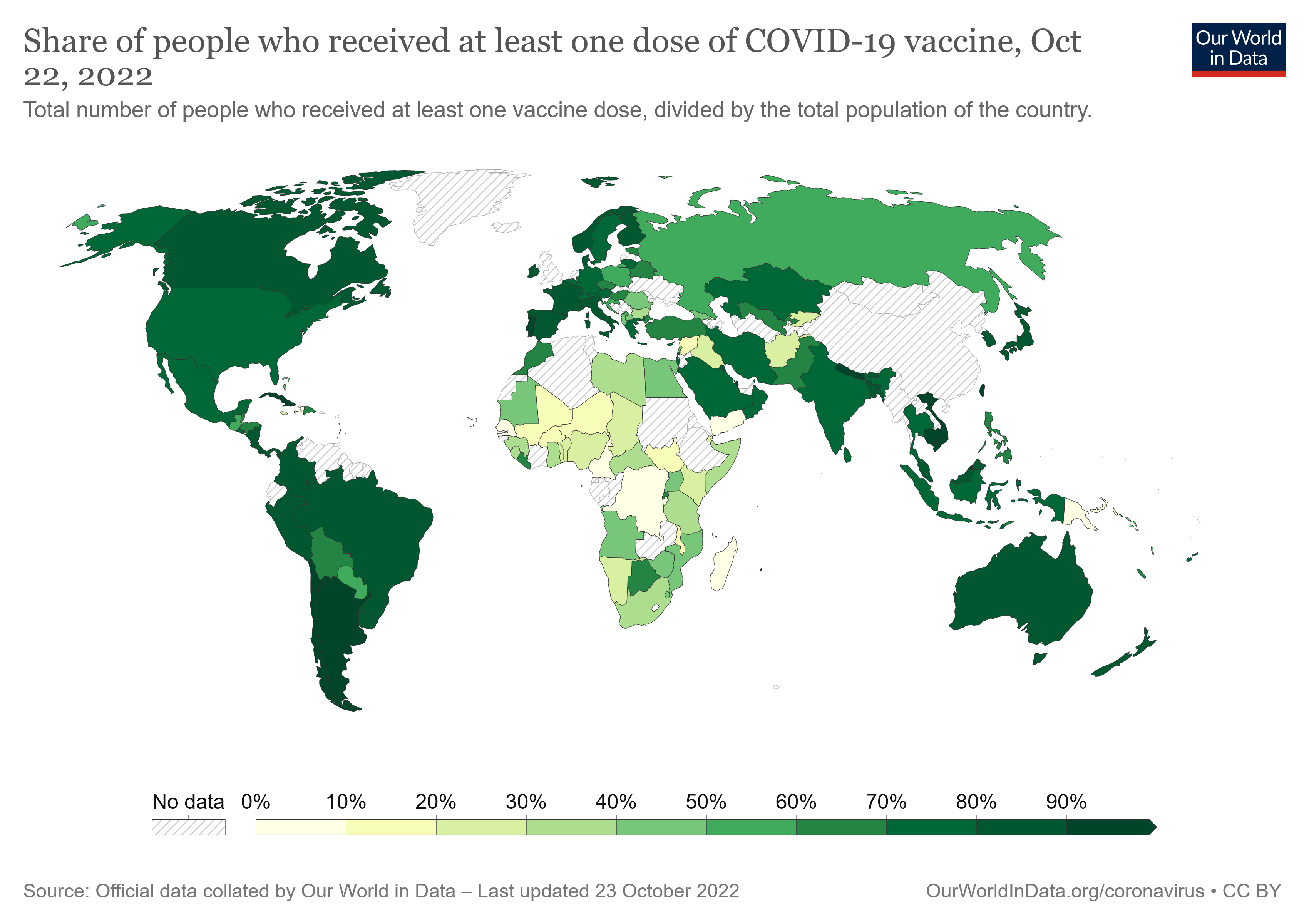
Quota di persone che hanno ricevuto almeno una dose di vaccino contro la COVID-19 rispetto alla popolazione totale di un paese. La data è in fondo alla mappa.

Molti paesi, tra cui Finlandia, e Germania, hanno espresso precocemente il loro interesse per il concetto. I passaporti vaccinali sono stati visti come un potenziale modo per consentire una ripresa economica più rapida rispetto ai confinamenti su larga scala che si applicano a tutti i residenti (soprattutto all'interno delle industrie dei viaggi e del turismo), migliorando la fiducia dei clienti preoccupati per la loro salute e sicurezza e per incentivare la vaccinazione in modo che una popolazione possa potenzialmente raggiungere "l'immunità di gregge".
Nel maggio 2020, il Cile ha iniziato a rilasciare dei "certificati di rilascio" ai pazienti che si erano ripresi da COVID-19, ma "i documenti non certificavano ancora l'immunità". Molti governi tra cui quelli della Finlandia, Germania, Regno Unito, e degli Stati Uniti hanno espresso interesse per il concetto.
La Royal Society ha pubblicato un rapporto il 19 febbraio 2021 cui un autore principale del rapporto, la professoressa Melinda Mills, direttrice del Leverhulme Center for Demographic Science presso l'Università di Oxford, ha dichiarato:
Il rapporto elenca 12 criteri essenziali per uno standard internazionale.
Il 12 marzo 2021, ECMA International ha annunciato l'intenzione di creare uno standard internazionale che prevenga le contraffazioni e protegga il più possibile i dati privati in un "bando alla partecipazione alla standardizzazione internazionali dei passaporti vaccinali" che fa riferimento al precedente rapporto della Royal Society del Regno Unito. Nell'agosto 2021, Ecma International ha annunciato revisioni a Ecma-417 (Architetture per sistemi di accesso distribuito in tempo reale) relative agli standard per i passaporti vaccinali.
Uno dei primi sostenitori dei passaporti di immunità durante la pandemia di COVID-19 è stato Sam Rainsy, il leader dell'opposizione cambogiana. In esilio e sotto reclusione a Parigi, ha proposto i passaporti di immunità come un modo per aiutare a riavviare l'economia in una serie di articoli che ha iniziato nel marzo 2020 e pubblicati su The Geopolitics e The Brussels Times. Le proposte sono state pubblicate anche in francese. L'idea è diventata sempre più rilevante quando è diventata chiara la prova dell'immunità acquisita duratura.
I fautori dell'idea come Sam Rainsy, cofondatore dell'opposizione Partito della Salvezza Nazionale della Cambogia (CNRP) hanno sostenuto che l'immunità, acquisita naturalmente o attraverso la vaccinazione, è una risorsa che deve essere utilizzata per limitare l'impatto della pandemia sull'economia globale. Molte persone in Cambogia dipendono interamente la loro vita dall'industria del turismo che è stata spazzata via. Anche i paesi poveri possono trarre vantaggio dalla registrazione dello stato immunologico poiché ciò ridurrà lo spreco di vaccini. Il passaporto per l'immunità proposto da Rainsy è stato effettivamente adottato nell'UE con il nome di "tessera sanitaria".
Al 4 aprile 2021, non era ancora chiaro se le persone vaccinate che rimanevano asintomatiche fossero ancora contagiose e quindi diffondessero il virus mettendo a rischio le persone non vaccinate. "Molte persone pensano che una volta vaccinate, non dovranno più indossare mascherine", ha affermato Michal Tal, immunologo alla Università di Stanford. "Sarà davvero fondamentale per loro sapere se devono continuare a indossare maschere, perché potrebbero essere ancora contagiose."
Nel gennaio 2021, Israele ha annunciato che gli israeliani che avevano ricevuto la loro seconda vaccinazione e coloro che avevano una prova di guarigione dall'infezione avrebbero avuto diritto a un "passaporto verde", esentandoli dai requisiti di isolamento e dai test obbligatori COVID-19, compresi quelli all'arrivo dall'estero. Nel febbraio 2021, Israele è diventato uno dei primi paesi a implementare un sistema di passaporto per i vaccini, soprannominato Green Pass. Sono necessari per accedere a luoghi come palestre, hotel, bar e ristoranti. Nell'ottobre 2021, Israele ha annunciato un aggiornamento alle sue linee guida, richiedendo che la dose di vaccino più recente (o prova di recupero) fosse stata eseguita negli ultimi sei mesi. Questo cambiamento ha reso Israele il primo paese a rendere un'iniezione di richiamo un requisito per il suo sistema di passaporto per i vaccini.

## Per continente e nazione

### Africa

#### Marocco
Il Marocco attualmente ha un coprifuoco notturno tra le 23:00 e le 04:30 - le persone che sono completamente vaccinate sono esenti dal coprifuoco.

### Asia

#### Azerbaigian
L'Azerbaigian richiede la prova della vaccinazione per le persone con più di 18 anni per entrare praticamente in tutti gli spazi pubblici. Questa politica è iniziata il 1 settembre 2021. Un mandato federale ha inoltre richiesto che tutti i lavoratori regolamentati dallo stato siano vaccinati a partire dal 1º ottobre 2021. Nonostante questo sforzo, un rapporto ha suggerito che c'erano prove di passaporti vaccinali fraudolenti creati corrompendo gli operatori sanitari.

#### Cina
Nel febbraio 2020, la Cina ha iniziato a utilizzare i "codici sanitari" digitali, disponibili su una varietà di piattaforme tra cui WeChat e Alipay, con codici a barre QR scansionabili che mostrano un sistema di colori a "semaforo" per entrare nei trasporti pubblici, nei negozi, nei ristoranti e nei centri commerciali. È stato utilizzato 40 miliardi di volte tra febbraio e marzo.
Nel marzo 2021 è stato creato un "Certificato sanitario di viaggio internazionale". Nel marzo 2021, il governo cinese ha lanciato il primo sistema di passaporti vaccinale COVID-19 al mondo attraverso una partnership con Alipay e WeChat. Il sistema fornisce un certificato sanitario che include lo stato vaccinale di un individuo e i risultati dei test COVID-19. Inizialmente, il sistema indicava solo che un individuo era stato vaccinato con un vaccino contro il coronavirus prodotto in Cina, anche se entro aprile 2021 il sistema ha iniziato ad accettare registrazioni di vaccini Pfizer-BioNTech, Moderna e Janssen. A partire da marzo 2021, l'app era facoltativa e il suo utilizzo era limitato ai cittadini cinesi. Il passaporto sanitario digitale ha lo scopo di facilitare meglio i viaggi. I sostenitori della privacy e i netizen cinesi hanno espresso preoccupazioni in merito alla potenziale raccolta di dati invasiva e all'uso dei dati per scopi di monitoraggio non sanitario.

#### Indonesia
L'Indonesia ha presentato una domanda, denominata PeduliLindungi, per la tracciabilità dei contatti e l'uso del passaporto vaccinale in un'area pubblica, che include i viaggi.

#### Israele
Israele è stato uno dei primi paesi a rilasciare il cosiddetto Green Pass o Tav Yarok (in ebraico תו ירוק‎?) nel febbraio 2021. Il pass è stato interrotto il 1º giugno 2021, ma a seguito di un'ondata di nuove infezioni, è stato ripristinato il 29 luglio 2021. Nell'ottobre 2021, tutti i Green Pass esistenti sono stati annullati se la dose più recente era stata somministrata più di 6 mesi fa. Per ottenere un nuovo pass valido e per essere considerato "completamente vaccinato" in Israele, il titolare dovrebbe mostrare la prova di una terza dose (o richiamo) di un vaccino o mostrare la prova di un richiamo negli ultimi 6 mesi. Questo cambiamento ha interessato più di un milione di residenti che in precedenza erano stati considerati "completamente vaccinati". Un Green Pass temporaneo può essere ottenuto con un test virale negativo, ma deve essere pagato dall'individuo a meno che non sia idoneo alla vaccinazione.

#### Giappone
Il 19 luglio 2021, il Giappone ha iniziato ad accettare le domande per il suo programma di passaporti vaccinali COVID-19. Al momento del rilascio, i passaporti saranno in formato cartaceo sia in giapponese che in inglese, con l'indicazione della data o delle date di vaccinazione del titolare e del tipo di vaccino, e sono disponibili gratuitamente. A partire dal 22 luglio 2021, i titolari di passaporto vaccinale giapponese sono esentati dalle restrizioni all'ingresso in Austria, Bulgaria, Italia, Polonia e Turchia. La Corea del Sud esenterà anche coloro che viaggiano per motivi specifici di lavoro, accademici o umanitari. L'ingresso è facilitato anche dalla Germania; Honduras; Hong Kong; Lituania; St. Kitts e Nevis; St. Vincent e Grenadine; e le isole thailandesi di Phuket, Samui, Ko Pha-Ngan e Ko Tao. Il Giappone sta negoziando con altri paesi (tra cui Cina e Stati Uniti) per accettare il passaporto.

#### Arabia Saudita
I residenti che frequentano ristoranti, caffè e spazi pubblici come centri commerciali e mercati devono essere completamente vaccinati. Il paese utilizza l'applicazione Tawakkalna che include informazioni per gli appuntamenti sanitari, lo stato di vaccinazione e avvisa gli utenti dell'esposizione alla COVID-19 per scopi di tracciamento dei contatti.

#### Singapore
Dal 10 agosto 2021, tutti i residenti che cenano fuori devono essere completamente vaccinati mostrando la prova della vaccinazione utilizzando l'applicazione TraceTogether o HealthHub o utilizzando il token TraceTogether. La prova della vaccinazione è stata progressivamente implementata in quasi tutti i luoghi pubblici dal 13 ottobre 2021, a partire da centri commerciali, negozi al dettaglio, luoghi di intrattenimento ad eccezione di bar, discoteche e karaoke, attrazioni, crociere e ristoranti. Da allora è stato ampliato per includere grandi eventi, biblioteche pubbliche, eventi selezionati presso edifici della comunità e sarà esteso a istituzioni terziarie, luoghi di alloggio, piccoli eventi e luoghi di lavoro a partire da gennaio 2022.

#### Corea del Sud
Il 1º novembre 2021 in Corea del Sud è entrato in vigore un sistema di passaporti vaccinali come parte di una strategia per "convivere con la COVID-19". I residenti che desiderano accedere ad aree ad alto rischio come bar, ristoranti, palestre e saune devono essere vaccinati. Tutte le restrizioni anti-COVID-19 sono terminate nel febbraio 2022.

#### Taiwan
Il 25 ottobre 2021 il governo taiwanese ha annunciato che il sistema di certificazione digitale COVID nel paese era stato completato. A dicembre 2021 il sistema viene riconosciuto anche dall'UE come equivalente del Certificato Digitale COVID dell'UE.

### Europa

#### Unione europea
L'Unione europea offre un certificato COVID digitale dell'UE (EUDCC), una prova di vaccinazione firmata digitalmente, una prova di un recente recupero o un test negativo recente, da utilizzare quando si viaggia all'interno dell'area Schengen con meno restrizioni. È stato lanciato nel luglio 2021 ed è applicabile ai cittadini dell'UE e anche ai viaggiatori al di fuori della regione.
Nell'ottobre 2021, Johannes Bahrke, portavoce digitale della Commissione europea, ha affermato che l'EUDCC "stabilisce uno standard globale essendo l'unico sistema attualmente in funzione a livello internazionale". Dal lancio del luglio 2021 sono stati emessi oltre 591 milioni di certificati, di cui 438 milioni su base vaccinale.
L'EUDCC è emesso e riconosciuto anche da 33 paesi e territori non UE, tra cui Albania, Andorra, Armenia, Svizzera, El Salvador, Isole Faroe, Georgia, Israele, Islanda, Liechtenstein, Moldavia, Monaco, Montenegro, Marocco, Nuova Zelanda, Macedonia del Nord, Norvegia, Panama, San Marino, Serbia, Singapore, Taiwan, Thailandia, Togo, Tunisia, Turchia, Ucraina, Regno Unito e Vaticano.

#### Danimarca
La Danimarca ha introdotto un Coronapas il 21 aprile 2021. Quelli non vaccinati con un tampone recentemente negativo di 72 ore o precedente infezione di COVID-19 fino a 12 settimane prima sono stati inclusi nel sistema di pass. A causa dell'elevata diffusione dei vaccini, la Danimarca ha ritirato il proprio sistema il 10 settembre 2021 per poi reintrodurlo successivamente.

#### Francia

Il Passe sanitaire français.

La Francia ha adottato l'EUDCC, rilasciato col nome di Pass Sanitario (Passe sanitaire français) il 9 agosto 2021, da utilizzare in contesti non essenziali per le persone di età pari o superiore a 18 anni. Per ottenere il pass le persone devono essere completamente vaccinate o sottoporsi a un test entro 72 ore dalla frequentazione di uno spazio non essenziale o essersi riprese di recente da un'infezione del virus. Si ritiene che l'annuncio iniziale del sistema di pass abbia incoraggiato un ulteriore milione di persone a iscriversi alla vaccinazione il giorno successivo all'annuncio, ed è accreditato per aver incoraggiato altri 3,7 milioni di persone a iscriversi alla vaccinazione nella settimana successiva. A partire dal 1º ottobre 2021, le persone di età pari o superiore a 12 anni richiederanno un Pass Sanitaire per accedere a siti pubblici come ristoranti, cinema ed eventi sportivi.

#### Irlanda
Nel luglio 2021, l'Irlanda ha introdotto un programma di certificati di vaccinazione (Certificato digitale COVID dell'UE) che ha consentito alle persone vaccinate di frequentare caffè, bar e ristoranti. A causa di uno dei più alti tassi di vaccinazione COVID-19 nel mondo, la Repubblica d'Irlanda (ma non l'Irlanda del Nord) aveva in programma di ritirare il proprio programma di passaporto vaccinale il 22 ottobre 2021, tuttavia questo è stato rinviato al a febbraio 2022 a causa di aumento dei casi di COVID-19 e del numero di ospedalizzati.

#### Italia
Nell'agosto 2021 il governo italiano ha esteso l'obbligo del Certificato COVID digitale dell'UE, o "certificazione verde COVID-19", alla partecipazione a eventi sportivi e festival musicali, ma anche all'accesso a luoghi al chiuso come bar, ristoranti e palestre, nonché ai trasporti pubblici a lunga percorrenza. Il 15 ottobre l'Italia è diventata il primo Paese al mondo a richiedere a tutti i lavoratori pubblici e privati un tesserino sanitario rilasciato dal governo.

#### Macedonia del Nord
I residenti che desiderano partecipare a eventi, bar, ristoranti e altri esercizi di ristorazione devono presentare la prova della vaccinazione.

#### Regno Unito
All'inizio di settembre 2021, il NHS ha proposto il Covid Pass in Inghilterra, Scozia, e Galles. È stato proposto per coloro che avevano ricevuto due dosi dei vaccini Pfizer, Moderna o AstraZeneca; una dose del vaccino Janssen; o "prova dell'immunità naturale dimostrata da un risultato del test PCR positivo per COVID-19, della durata di 180 giorni dopo la data del test positivo e dopo il completamento del periodo di autoisolamento".
L'Inghilterra ha annullato il programma Covid Pass il 12 settembre 2021 a seguito del rifiuto dei membri conservatori del parlamento e dei leader aziendali per potenziali discriminazioni e danni economici, mentre Scozia e Galles hanno mantenuto il programma.
I cittadini dell'Irlanda del Nord che sono stati completamente vaccinati per COVID-19 nell'Irlanda del Nord possono richiedere una certificazione di vaccinazione attraverso un metodo automatizzato gestito dal Dipartimento della Salute.

#### Ucraina
In Ucraina, i cittadini con almeno una dose di vaccino possono frequentare alcuni ambienti chiusi ad alto rischio che normalmente sarebbero chiusi o fortemente limitati nei punti caldi. Un certificato di vaccinazione dal ciclo completo è richiesto pei i dipendenti degli organi esecutivi.

#### Ungheria
Al di fuori dell'applicazione dell'EUDCC, l'Ungheria riconosce i passaporti vaccinali kazaki e indiani.

### Nord America

#### Canada
L'implementazione della "prova digitale della vaccinazione" in Canada è stata in gran parte condotta a livello provinciale e territoriale, con il governo federale che ha specificato un documento standard e un codice QR progettati per essere adatti ai viaggi internazionali. Questo standard ha preceduto le nuove normative che richiedono la prova della vaccinazione per tutti i passeggeri di età pari o superiore a 12 anni di aerei commerciali regolamentati a livello federale, insieme a VIA Rail, treni passeggeri Rocky Mountaineer e navi da crociera in vigore dal 30 ottobre 2021.
A partire da novembre 2021, tutte le 10 province del Canada e due dei tre territori avevano implementato o annunciato piani per implementare un passaporto vaccinale regolamentato a livello provinciale.

##### Alberta
Con il ripristino dello stato di emergenza nel settembre 2021, è stata introdotta una prova di vaccinazione per le imprese e gli eventi ammissibili noto come "Programma di esenzione dalle restrizioni". È descritto dal governo come un sistema che consente loro di operare con meno restrizioni. Se una struttura non partecipa o le è vietato partecipare, è tenuta a rispettare tutti gli ordini di sanità pubblica, che limitano la capacità massima a un terzo e vietano l'attività di ristoranti con cena.
Successivamente, la città di Calgary ha approvato una legge municipale che richiedeva a tutte le industrie ammissibili di partecipare al Programma di esenzione dalle restrizioni.

##### Manitoba
Manitoba è stata la prima provincia a introdurre un sistema di passaporti in Canada il 17 luglio 2021. Il requisito del passaporto è stato rimosso per cinema, musei e gallerie il 7 agosto 2021, solo per essere ripristinato il 3 settembre 2021, dopo che Manitoba ha ampliato il suo sistema di passaporti. La provincia ha utilizzato carte di immunizzazione fisiche che hanno dovuto affrontare carenze di approvvigionamento nella produzione.

##### Québec
Il Québec è stata la seconda provincia ad implementare un "sistema di passaporto vaccinale" il 1º settembre 2021, utilizzando i codici QR.

##### Territori del Nordovest
I Territori del Nord Ovest adoperarono un sistema di passaporti vaccinali il 22 ottobre 2021 utilizzando le ricevute di vaccinazione originali.

##### Altre province
- La Columbia Britannica ha creato un sistema di prova di vaccinazione che utilizza un codice QR. Il sistema inizialmente si basava su ricevute cartacee del vaccino e gradualmente è migrato a un sistema digitale. Il codice QR può anche essere stampato fisicamente.[107]
- Il Nuovo Brunswick richiede un sistema di prova della vaccinazione utilizzando i dati di immunizzazione originali.[108]
- Terranova e Labrador hanno in programma di rilasciare un sistema basato su codice QR per il passaporto vaccinale.[109]
- La Nuova Scozia ha una prova della politica di vaccinazione completa utilizzando la prova di vaccinazione originale rilasciata dal governo.[110]
- L'Ontario ha introdotto un sistema di passaporto vaccinale il 22 settembre 2021. Il sistema inizialmente si basava sulle ricevute cartacee originali dei vaccini, ma gradualmente è iniziato a passare a codici QR verificabili insieme all'introduzione dell'applicazione mobile "Verify Ontario" il 22 ottobre 2021.[111] A partire dal 4 gennaio 2021, solo le ricevute dei vaccini con codici QR verificabili e l'app mobile "Verify Ontario" saranno accettate nei luoghi in cui è richiesta la prova del vaccino.[112]
- L'Isola del Principe Edoardo utilizza il programma PEI Vax Pass utilizzando le informazioni sulla vaccinazione rilasciate dal governo originale.[113]
- Il Saskatchewan ha un mandato di vaccinazione con decorrenza da ottobre 2021, utilizzando le ricevute di vaccinazione emesse dal governo o un record sanitario digitale o stampato con codice QR.[114][115]
- Il territorio dello Yukon attuerà un sistema di passaporti il 30 novembre 2021 per accedere alle strutture interne non essenziali.[116]

#### Stati Uniti

Una mappa che mostra quali stati degli Stati Uniti hanno proposto o implementato passaporti per vaccini anti-COVID-19 (verde), vietati (rosso) o parzialmente vietati (gialli). Il grigio indica che lo stato non ha né implementato né vietato passaporti vaccinali COVID-19. Sono inclusi anche gli stati che hanno località significative con passaporti vaccinali COVID-19. Il verde include gli stati che hanno creato un'applicazione mobile per il passaporto dei vaccini, ma l'applicazione non deve essere utilizzata nel settore pubblico o privato. A partire da ottobre 2021, nessuno stato degli Stati Uniti aveva imposto l'uso di passaporti vaccinali.

Sebbene i Centri per il controllo e la prevenzione delle malattie (CDC) emettano una tessera vaccinale COVID-19 che può essere accettata come prova di vaccinazione (ma è vulnerabile a falsificazioni e contraffazioni, e quindi non una prova verificabile di vaccinazione), gli Stati Uniti non hanno e non avranno un quadro federale per un passaporto digitale per i vaccini. I funzionari federali hanno citato le preoccupazioni sulla privacy e sui diritti umani nella decisione. Questo lascia le implementazioni ai singoli stati e ai territori.
Prima che la questione diventasse politicizzata, le opinioni pubbliche sui passaporti vaccinali erano equamente divise e il divario ha attraversato, anziché seguire, le linee politiche e ideologiche. Da allora, le critiche e le teorie della cospirazione che circondano i vaccini in generale, e a loro volta gli obblighi vaccinali, sono arrivate in gran parte dalla destra politica; ad esempio, la rappresentante degli Stati Uniti per il 14º distretto congressuale della Georgia, Marjorie Taylor Greene, repubblicana, ha affermato che richiedere la divulgazione del proprio stato vaccinale è una violazione delle regole sulla privacy dei dati per il settore sanitario, anche se tali regole si applicano solo a entità come assicurazioni sanitarie.
I governi statali di California, Hawaii, Louisiana, New York, Carolina del Nord e Virginia hanno ciascuno dei meccanismi implementati in cui i residenti possono scegliere di ricevere la prova della vaccinazione contro la COVID-19 sotto forma di un codice QR scansionabile collegandosi ai dati di registro di ciascuno stato. L'Illinois ha un sito Web di Vax Verify, dove i residenti possono scaricare la prova della vaccinazione COVID-19 per le aziende che la richiedono. Nel New Jersey, i residenti possono ottenere un attestato di vaccinazione COVID-19 digitale tramite l'app Docket; Il governatore Phil Murphy ha espressamente evitato di usare il termine "passaporto vaccinale" per descrivere il servizio.
Ogni credenziale statale ha vari gradi di interoperabilità con altri governi statali e stranieri; alcuni stati hanno sistemi chiusi, con codici QR utilizzabili solo all'interno dello stato di emissione, e altri hanno un'ampia interoperabilità, con New York che offre entrambi i tipi di credenziali per i suoi residenti. Arizona, Maryland, Mississippi, North Dakota, Washington, West Virginia, Porto Rico e il Distretto di Columbia hanno stipulato un contratto con un'organizzazione che si interfaccia con i registri di vaccinazione governativi per produrre una prova PDF della vaccinazione, ma ci si è anche spostati verso codici QR scansionabili. I dipartimenti sanitari dell'Indiana, del Colorado e della Georgia possono fornire la prova della vaccinazione in formato PDF ma non tramite un codice QR.
Almeno 20 stati hanno proibito alle agenzie pubbliche di rilasciare o richiedere passaporti vaccinali, mentre Alabama, Florida, Iowa, Montana e Texas hanno anche reso illegale per qualsiasi entità privata richiedere la prova della vaccinazione come condizione del servizio, sotto l'affermazione che discriminano coloro che hanno fatto una scelta personale di non ricevere il vaccino.

##### Contea di Los Angeles
La contea di Los Angeles ha avviato un sistema di prova di vaccinazione per bar, ristoranti, locali e discoteche al coperto il 7 ottobre 2021.

##### New York City
New York City ha avviato il suo sistema di passaporto per vaccini Excelsior Pass o Key to NYC per ristoranti, fitness, eventi e intrattenimento al coperto il 13 settembre 2021.

##### New Orleans
New Orleans ha iniziato a richiedere la prova della vaccinazione o un test negativo per entrare in bar, ristoranti, eventi, fitness ed eventi sportivi al coperto il 16 agosto 2021.

### Sud America

#### Brasile
Nel dicembre 2020, il Senato brasiliano ha approvato un documento che fornisce la prova digitale di tutte le vaccinazioni, non solo quelle relative alla COVID-19. Tuttavia, l'urgenza di creare una tale prova digitale della vaccinazione è venuta con la pandemia di COVID-19.

### Oceania

#### Nuova Zelanda
Il 17 novembre 2021, il governo della Nuova Zelanda ha lanciato un certificato di vaccinazione chiamato My Vaccine Pass per le persone che sono state vaccinate contro la COVID-19. Il pass per il vaccino sarà richiesto per entrare in luoghi di ospitalità, comunità, sport e incontri religiosi una volta che il quadro di protezione anti-COVID-19 entrerà in vigore il 29 novembre 2021.

## Argomenti e polemiche
A partire da settembre 2021, l'Organizzazione mondiale della sanità (OMS) hariconosciuto che i passaporti obbligatori per il vaccino anti-COVID-19 sarebbero discriminatori nei confronti dei paesi con scarso accesso alle vaccinazioni, ma potrebbero eventualmente essere presi in considerazione per i viaggi internazionali quando l'accesso al vaccino migliorerà.

### Effetto sulla somministrazione del vaccino
In alcune giurisdizioni, la diffusione dei vaccini è aumentata dopo che vari livelli di governi hanno annunciato piani per imporre il loro uso.

### Questioni etiche e sociali
Le questioni etiche che sorgono nell'accettabilità dei passaporti vaccinali ruotano attorno agli obiettivi della politica e all'uso previsto. La restrizione per la salute pubblica sull'implementazione dei passaporti vaccinali limita la libertà di un individuo di svolgere attività sociali.

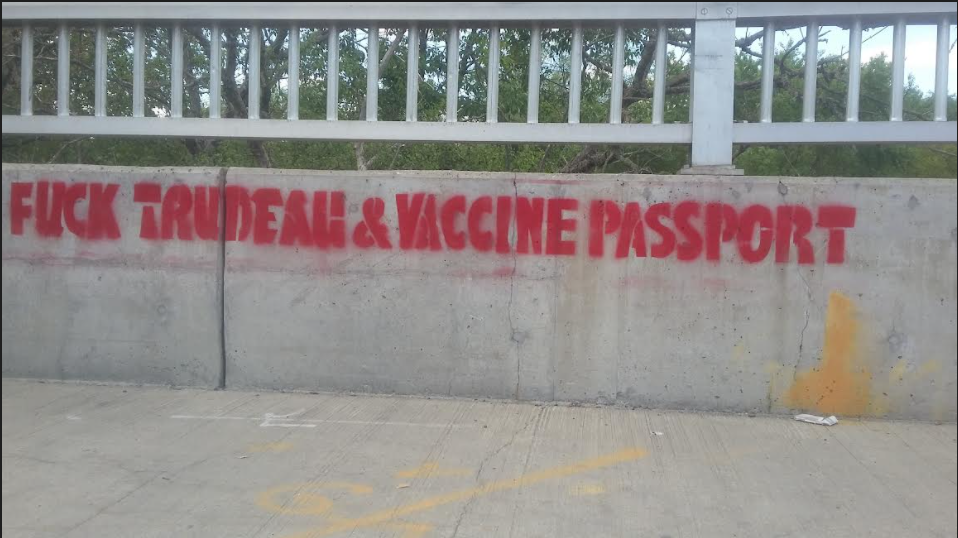
Vandalismo a Toronto, Canada (2021)

Le persone che hanno il privilegio di ricevere la vaccinazione avranno ottenuto l'accesso a tornare alla vita normale, mentre le popolazioni a basso reddito rimarranno sproporzionatamente escluse dalle vaccinazioni che ostacolano la loro capacità di partecipare ad attività non essenziali. Anche le persone religiose e le persone che si rifiutano di vaccinarsi hanno limitato le proprie libertà.
A causa dello squilibrio nella distribuzione dei vaccini nei paesi in via di sviluppo, ci sono preoccupazioni per l'iniquità dei passaporti vaccinali per i viaggiatori. Nel 15 aprile 2021, il comitato di emergenza dell'Organizzazione mondiale della sanità si è opposto ai passaporti vaccinali, affermando: "Gli Stati sono fortemente incoraggiati nel riconoscere il potenziale nei requisiti della prova di vaccinazione e approfondire le disuguaglianze promuovendo la libertà di movimento differenziale".
Tuttavia, molti paesi possono prendere sempre più in considerazione lo stato di vaccinazione dei viaggiatori quando decidono di consentire loro l'ingresso o richiedendo loro la quarantena. "Una sorta di certificato vaccinale sarà importante" per riavviare i viaggi e il turismo, secondo il dott. David Nabarro, inviato speciale dell'OMS su COVID-19, nel febbraio 2021.
Nel marzo 2021, Bernardo Mariano, direttore della sanità digitale e dell'innovazione dell'OMS, ha affermato che "non approviamo il fatto che un passaporto vaccinale debba essere una condizione per il viaggio". I legislatori di diversi stati negli Stati Uniti stanno anche valutando una legislazione per vietare i passaporti di vaccinazione anti-COVID-19.
Human Rights Watch (HRW) ha sollevato preoccupazioni etiche sui passaporti vaccinali. Secondo HRW, richiedere passaporti vaccinali per lavoro o viaggio potrebbe costringere le persone a sottoporsi a test o rischiare di perdere il lavoro, creare un incentivo perverso per le persone a infettarsi intenzionalmente per acquisire certificati di immunità, e rischiare di creare un mercato nero di tessere vaccinali contraffatte o altrimenti falsificate.
Limitando le attività sociali, civiche ed economiche, i passaporti vaccinali possono "comporre le disparità esistenti di genere, razza, etnia e nazionalità". I certificati di immunità affrontano anche problemi di privacy e diritti umani.

### Privacy digitale
Una vulnerabilità di sicurezza nell'applicazione utilizzata nel Nuovo Jersey e nello Utah ha permesso brevemente di richiedere i codici QR di altri utenti, contenenti informazioni su nome codificato, data di nascita e cronologia delle vaccinazioni. Il 24 settembre 2021, l'Autorità sanitaria del Saskatchewan ha dichiarato che i dati digitali dei vaccini nella provincia tra il 19 e il 24 settembre potrebbero aver contenuto accidentalmente il codice QR sbagliato per l'utente specifico.

### Immunità naturale
Le persone possono acquisire un grado di immunità naturale da SARS-CoV-2 quando sono esposte al virus e sviluppare una risposta immunitaria primaria che produce anticorpi in grado di riconoscere le varianti specifiche. A partire da maggio 2021, l'OMS ha riferito che oltre il 90% degli individui ha acquisito anticorpi riconoscibili entro quattro settimane dall'infezione. Per la maggior parte delle persone, questi anticorpi rilevabili rimangono all'incirca per almeno 6-8 mesi. Tuttavia, gli anticorpi potrebbero non garantire l'immunità da nuove varianti e mutazioni di SARS-CoV-2. L'incertezza della scienza alla base dell'immunità al SARS-CoV-2 ha sollevato problemi sulla loro applicabilità nei passaporti.
È stato affermato che la differenza principale è che i certificati di vaccinazione come la "carta gialla" incentivano le persone a ottenere la vaccinazione contro una malattia, mentre i passaporti immunitari incentivano le persone a contrarre l'infezione e a riprendersi da una malattia.